# حرشفيات فوقية
الحرشفيات الفوقية (الاسم العلمي: Episquamata) هي أصنوفة من الزواحف تتبع ثنائيات التشعب من رتبة الحرشفيات.

## التصنيف
- الحرشفيات الفوقية
  - حاملات السم
    - الحفافيث
      - الثعابين